# Sebastjan Čelofiga
Sebastjan Čelofiga, slovenski nogometaš, * 22. april 1983.
Čelofiga je nekdanji slovenski profesionalni nogometaš, ki je igral na položaju vratarja. V svoji karieri je branil za slovenske klube Dravinja, Celje, Bonifika Izola, Rudar Velenje, Interblock in Žalec. Skupno je v prvi slovenski ligi odigral šest tekem. Bil je tudi član slovenske reprezentance do 16, 17, 18, 19, 20 in 21 let. 